# Jarkowski-Effekt
Der Jarkowski-Effekt, benannt nach dem polnischen Ingenieur Iwan Ossipowitsch Jarkowski, welcher ihn um 1900 beschrieb, erklärt den Einfluss der uneinheitlichen Oberflächenerwärmung von Asteroiden auf deren Bahnverlauf.

## Beschreibung

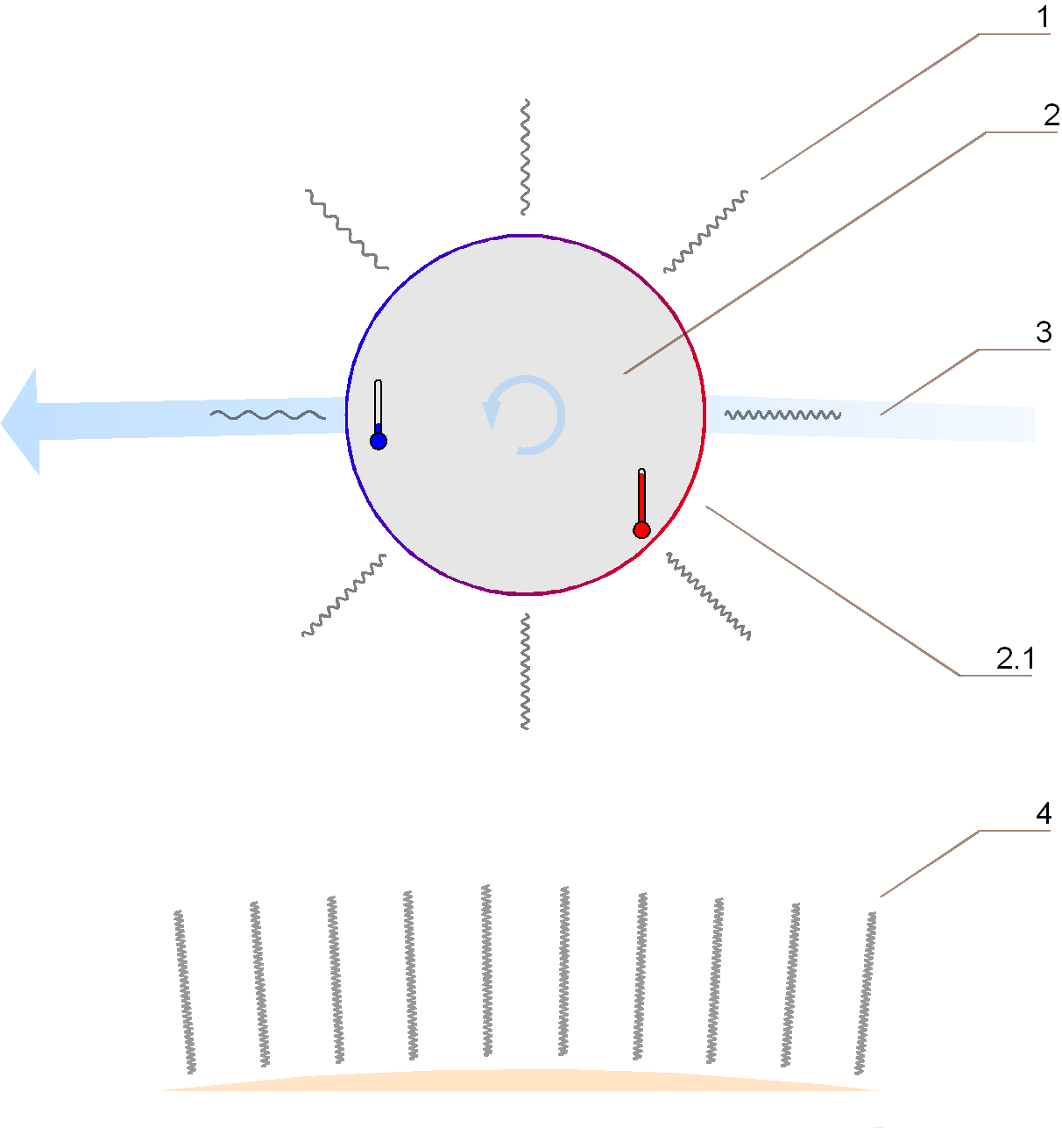
1: Oberflächenstrahlung,
2: prograd rotierendes Objekt,
3: Orbit,
4: Sonneneinstrahlung

Die Ursache für den Jarkowski-Effekt liegt in der unterschiedlich starken Erwärmung der Asteroidenoberflächen („Seiten“). Die „Nachmittagsseite“ ist dabei wärmer als die „Vormittagsseite“, da letztere durch die vorangehende Nacht ausgekühlt ist. Der Erwärmungsgrad und die Stärke des Effektes hängen dabei u. a. noch von der Rotation, der Oberflächenbeschaffenheit (Reflexion bzw. Albedo) und der Wärmeleitfähigkeit des Asteroiden ab. Von der wärmeren Seite geht mehr Wärmestrahlung als von der kälteren aus; entsprechend dem unterschiedlichen Strahlungsdruck kommt es zu einer (sehr geringen) Kraft auf den Himmelskörper. Von besonderem Interesse ist die Kraftwirkung auf der Tangente zur Umlaufbahn, die zu einer Geschwindigkeitsänderung des Himmelskörpers führt. Als Folge werden die Bahnen von Asteroiden, die sich in Richtung ihrer Flugbahn um die eigene Achse drehen (prograd), nach außen gedrückt und die jener, deren Eigendrehung entgegen der Flugbahn (retrograd) verläuft, nach innen verändert.
Der Jarkowski-Effekt wurde 2003 im Fall des Asteroiden Golevka und anderer Objekte bestätigt. Golevka ist ein relativ unauffälliges, durchschnittlich großes, erdnahes Objekt von rund 0,5 km Größe. Trotz der sehr geringen Kraft des Effektes wurde der Asteroid in nur 12 Jahren ca. 15 km von seiner ohne den Effekt errechneten Bahn abgelenkt.
Weitere Forschungen der polnischen Adam-Mickiewicz-Universität zeigten, dass allgemein Bahnänderungen von Asteroiden in Richtung inneres Sonnensystem nicht nur durch Zusammenstöße, sondern in hohem Maße durch den Jarkowski-Effekt verursacht werden.
Objekte, die im Asteroidengürtel zwischen Mars und Jupiter ihre Umlaufbahn haben, können auf diese Weise zu einem erdnahen Objekt werden, das die Umlaufbahn der Erde kreuzt.
Als oberflächenproportionaler Effekt ist seine Beschleunigungswirkung auf Himmelskörper mit kleinem Volumen (Masse) stärker als auf größere.
Astronomen bestätigten im Jahr 2020, dass dieser Effekt auf den Asteroiden Apophis merkbar einwirkt und seine Bahn im erdnahen Bereich verändert. Die Einschlagswahrscheinlichkeit für 2068 wird dennoch als sehr gering eingestuft.
OSIRIS-REx hat den Jarkowski-Effekt auf den Asteroiden (101955) Bennu mit hoher Präzision gemessen. Damit konnten die Modelle, die zur Beschreibung des Asteroiden verwendet werden, validiert und verbessert werden. So konnte beispielsweise für die durch den Jarkowski-Effekt bewirkte Driftgeschwindigkeit der  großen Halbachse von Bennu eine deutlich genauere Abschätzung angegeben werden ({\displaystyle -284,6\pm 0,2} statt bisher {\displaystyle -283,8\pm 1,5} Meter pro Jahr), was eine genauere Vorhersage seiner Bahn ermöglicht.